# Роуз, Алан
Алан Пол Роуз (англ. Alan Paul Rouse; 19 декабря 1951, Уоллеси, Великобритания — 10 августа 1986, К2) — британский альпинист. Известен, в первую очередь, в связи с целым рядом блестящих гималайских первовосхождений, совершённых в альпийском стиле — без организации промежуточных лагерей и помощи высотных носильщиков. Первый британец, покоривший вторую по высоте вершину планеты К2 (4 августа 1986). Погиб во время спуска от истощения в высотном лагере IV (~ 7900 м) из-за продолжительной непогоды.

## Биография
Алан Роуз родился в Уоллеси. С 1963 по 1970 год учился в Бёркенхэд-Скул, а до 1973 года в Эммануил-колледже (Кембридж). В колледже трудолюбию и усердию в учёбе предпочитал гедонистический образ жизни. Он был очень общительным, любил выпить, по собственному признанию был «бабником» и предпочитал «жить на грани». По окончании Кембриджа, в результате, он получил только свидетельство о прохождении обучения (Ordinary degree) в области математики, и после эпизодически работал в сфере обучения, прерывая свою занятость на альпинистские экспедиции.
Заниматься альпинизмом начал в 15 лет. Спустя годы репутацию высококвалифицированного альпиниста Роуз подтвердил первым пройдя диретиссиму северной стены Глетчерхорна, совершив 2-е прохождение маршрута Lesueur по Северной стене Пти-Дрю, первое зимнее восхождение по северной стене Aiguille des Pélerins и северо-восточному ребру Ле-Друат (соло).
В 1977 году Алан побывал в Южной Америке и со своим партнёром Рэбом Керрингтоном (англ. Rab Carrington) совершил ряд дерзких восхождений в различных уголках Анд. В Патагонии он сделал первое восхождение по западной стене Айг-Пойнсенот, на Куатро-Дедос, Бифиду и Гран-Жендарме-де-Польоне. Далее севернее в Кордильера-Уайуаш он прошёл три сложных и протяжённых микстовых стены: Южную стену Ерупахи, Западную стену Невадо-Рондой и Южную стену Невадо-Расак. Позже, в 1979-м, он снова посетил Уайуаш, и сделал целый ряд новых восхождений, в том числе, первое по западному гребню Нинашанки.
В период между 1978 и 1986 годами Роуз принял участие в восьми гималайских экспедициях и совершил восхождения на 5 вершин.
Первой стала Жанну в Восточном Непале в 1978-м. Вместе Керрингтоном, Роджером Бакстер-Джонсом и Брайаном Холлом он в альпийском стиле повторил протяжённый и трудный французский маршрут, что стало значимой вехой в истории гималайских восхождений. Спустя год вместе с Дагом Скоттом, Холлом и Джорджем Беттембургом (англ. Georges Bettembourg) был пройден Северный контрфорс Нупцзе («North Buttress») — снова в альпийском стиле.
В 1980-м, как только Правительство Непала разрешило проведение зимних восхождений, Роуз возглавил экспедицию на Эверест по Западному гребню с перевала Лхо-Ла. Удалось достичь 7500 метров. В том же году проведение экспедиций в малоисследованных уголках страны разрешило Правительство Китая. В начале июля 1981 года Роуз в составе группы альпинистов британской экспедиции в Китай (англ. The British Kongur Expedition) вместе с Крисом Бонингтоном, Питером Бордманом и Джо Таскером совершил первое восхождение на вершину Конгур.
В июне 1983 года Роуз вместе с Жаном Афанасьевым (фр. Jean Affanassief), Бакстер-Джонсом и Энди Паркиным (англ. Andy Parkin) совершил скоростное восхождение по «классике» на Броуд-Пик, и в этом же году сделал свою первую попытку восхождения на К2 (по южной стене). Удалось достичь 8000 метров, после чего непогода вынудила его отступить.
В 1986 году Роуз вернулся на К2 и попробовал проложить путь наверх по северо-западному ребру. Эта попытка оказалась неудачной, и участники группы Роуза вернулись в базовый лагерь, а сам Алан остался на горе, чтобы попробовать подняться по классическому маршруту по ребру Абруццкого, ранее провешенного перилами для корейской экспедиции. 4 августа вместе с австрийцами Вилли Бауэром и Альфредом Имитзером (англ. Alfred Imitzer) Роуз достиг вершины К2, став первым британцем, покорившим Чогори, и в тот же вечер они все вместе на фоне быстро ухудшающейся погоды спустились в высотный лагерь IV (~ 7900 м), где уже находились польская спортсменка Доброслава Вольф и участник австрийской группы Ханнес Вайзер (англ. Hannes Weiser). На следующее утро к ним присоединились Курт Димбергер и англичанка Джули Таллис, днём ранее также совершившие успешное восхождение, но на спуске поймавшие «холодную ночёвку». 5 августа погода ухудшилась: порывы ветра достигали ста миль в час (более 150 км/ч) при низкой минусовой температуре, выпадало огромное количество снега. Шторм продолжался до 10 августа, когда появилась первая возможность для продолжения спуска. К этому времени в лагере умерла Д. Таллис, Роуз был жив, но находился в беспамятстве. Димбергер, Вольф, Имитзер, Бауэр и Вайзер начали спуск, оставив умирающего Роуза в Лагере IV. До базового лагеря добрались лишь Димбергер и Бауэр, остальные альпинисты погибли. Позднее опытнейшего Курта Димбергера критиковали за решение оставить умирающего Роуза, но альпинистским сообществом это решение было расценено как единственно верное в сложившихся обстоятельствах.
С 1985 года и по день своей смерти Алан Роуз занимал пост вице-президента Британского совета по альпинизму. Именем Алана Роуза в Шеффилде названа горная библиотека.